# Albert Ouvré
Albert Ouvré est un homme politique français né le 27 mai 1883 à Paris 13e et décédé le 8 novembre 1942 à Souppes-sur-Loing (Seine-et-Marne).

## Profession
Albert Ouvré était un industriel, propriétaire de la sucrerie de Souppes-sur-Loing.

## Mandats
Conseiller général du Canton de Château-Landon en 1910, il est député de Seine-et-Marne de 1919 à 1924, et sénateur du même département de 1936 à 1942.
Le 10 juillet 1940, Albert Ouvré vote les pleins pouvoirs constituants au maréchal Pétain.

## Décorations
Albert Ouvré a reçu à la suite de la Première Guerre mondiale la Croix de guerre 1914-1918, la croix de  chevalier de la Légion d'honneur ainsi que celle de chevalier de l'ordre de Léopold.

## Sources
- « Albert Ouvré », dans le Dictionnaire des parlementaires français (1889-1940), sous la direction de Jean Jolly, PUF, 1960 [détail de l’édition] [texte sur Sycomore]